# Золотой ледоруб

Золото́й ледору́б (фр. Piolet d'Or, англ. The Golden Ice Axe) — международная награда за выдающиеся достижения в альпинизме, присуждаемая ежегодно французским журналом Montagnes и The Groupe de Haute Montagne (фр. GHM) с 1992 года.
Номинантов отбирает GHM и журнал Montagnes по итогам альпинистского сезона. Затем специальное жюри рассматривает восхождения, совершённые номинированными участниками, и присуждает высшую награду — Золотой ледоруб. Данная награда является самой престижной в мире альпинизма.
Награда вручается обычно в начале следующего года (в феврале-апреле). Место церемонии вручения наград: Шамони, Гренобль (Франция) и/или Курмайёр (Италия).

## Список альпинистов, удостоенных Золотого ледоруба
В списке год соответствует году подведения итогов, определения номинантов и вручения наград. Все отмеченные восхождения совершались в предыдущем календарном году.
| №  | Год  | Лауреат | Обоснование награды | Источник             |
| -- | ---- | --- | --- | -------------------- |
| 32 | 2024 | | |                      |
| 31 | 2023 | | |                      |
| 30 | 2022 | | |                      |
| 29 | 2021 | | |                      |
| 28 | 2020 | Марек Голечек (чеш. Marek Holeček) и Зденек Гак (чеш. Zdeněk Hák) | UFO Line по северо-западной стороне Чамланга (7321 м) в Непале                                                                                      | [ 3 ]                |
| 28 | 2020 | Кадзуя Хираидэ (яп. 平出和也) и Кэнро Накасима (яп. 中島健郎) | Южная сторона и северо-восточный хребет Ракапоши (7788 м) в Пакистане                                                                               | [ 3 ]                |
| 28 | 2020 | Mark Richey, Steve Swenson, Chris Wright, and Graham Zimmerman | Юго-восточная сторона Линк-Сара (англ., 7041 м) в Пакистане                                                                                         | [ 3 ]                |
| 28 | 2020 | Alan Rousseau and Tino Villanueva | Западная сторона Тенги-Раги-Тау (англ. Tengi Ragi Tau) (6938 м) в Непале                                                                            | [ 3 ]                |
| 27 | 2019 | Давид Лама (нем. David Lama, непальск. डेभिड लामा) | Первое восхождение на гору Лунаг-Ри (6895 м) на границе Непала и Тибета                                                                             | [ 5 ]                |
| 27 | 2019 | Хансйорг Ауэр (нем. Hansjörg Auer) | Первое сольное восхождение на гору Лупгхар-Шар (7200 м) в Каракоруме, Пакистан                                                                      | [ 5 ]                |
| 27 | 2019 | Алеш Чесен (словен. Aleš Česen), Лука Стражар (словен. Luka Stražar) и Том Ливингстоун (англ. Tom Livingstone) | Восхождение на вершину Латок I, Каракорум, по северному склону                                                                                      | [ 5 ]                |
| 26 | 2018 | Зденек Гак (чеш. Zdeněk Hák) Марек Голечек (чеш. Marek Holeček) | Прохождение нового маршрута по юго-западной стене Гашербрум I (8 068 м), Пакистан                                                                   | [ 6 ]                |
| 26 | 2018 | Кадзуя Хираидэ (яп. 平出和也) Кэнро Накасима (яп. 中島健郎) | Прохождение северо-западной стены Шиспара (7611 м), Пакистан                                                                                        | [ 6 ]                |
| 26 | 2018 | Элиас Миллерью (фр. Hélias Millerioux) Бенджамин Гигонне (фр. Benjamin Guigonnet) Фредерик Дегуле (фр. Frédéric Degoulet) | Прохождение южной стены Нупцзе Нуп II (7742 м), Непал                                                                                               | [ 6 ]                |
| 25 | 2017 | Ник Буллок (англ. Nick Bullock) Пол Рамсден (англ. Paul Ramsden) | Восхождение по северной стене горы Ньэнчентанглха, Тибет                                                                                            | [ 7 ]                |
| 25 | 2017 | Дмитрий Головченко Дмитрий Григорьев Сергей Нилов | Восхождение по северной стене Талай-Сагар | [ 7 ]                |
| 24 | 2016 | Михаил Фомин (укр. Михайло Фомін) Никита Балабанов (укр. Микита Балабанов) | Прохождение северо-западного ребра Талунга | [ 8 ]                |
| 24 | 2016 | Пол Рамсден Майкл Фоулер (англ. Mick Fowler) | Первопрохождение северной стены Гэйв Дин | [ 8 ]                |
| 24 | 2016 | Антуан Муанвиль (фр. Antoine Moineville) Джером Салливан (англ. Jerome Sullivan) Диего Симари (исп. Diego Simari) Лис Бийон (фр. Lise Billon) | Прохождение северо-западного ребра и второе восхождение на Серро-Ризо-Парон                                                                         | [ 8 ]                |
| 23 | 2015 | Александр Гуков Алексей Лончинский | Первопрохождение юго-западной стены Тамсерку (6623 м)                                                                                               | [ 9 ]                |
| 23 | 2015 | Алеш Чесен (словен. Aleš Česen) Лука Линдич (словен. Luka Lindič) Марко Презель (словен. Marko Prezelj) | Прохождение северной стены Хагшу (6615 м) | [ 9 ]                |
| 23 | 2015 | Алекс Хоннольд (англ. Alexander Honnold) Томми Колдуэлл (англ. Tommy Caldwell) | Первопрохождение полного траверса хребта массива Фицрой (7 вершин: Гийоме, Мермоз, Фицрой, Поинсенот, Рафаэль Хуарес, Сент-Экзюпери и Aguja de L'S) | [ 9 ]                |
| 22 | 2014 | Ули Штек (нем. Ueli Steck) | Соло-восхождение по южной стене Аннапурны (8091 м), Непал                                                                                           | [ 10 ]               |
| 22 | 2014 | Иэн Уэлстед (англ. Ian Welsted) Рафаэль Славински (англ. Raphael Slawinski) | Прохождение западно-северо-западной стены Балтистан-Пик (7282 м), Пакистан                                                                          | [ 10 ]               |
| 21 | 2013 | Тацуя Аоки (яп. 青木達哉) Ясухиро Ханатани (яп. 花谷泰広) Хироиси Маномэ (яп. 馬目弘仁) | Восхождение по южному ребру на Кьяшар (6770 м), Непал                                                                                               | [ К 1 ] [ 11 ]       |
| 21 | 2013 | Александр Ланге Дмитрий Головченко Сергей Нилов | Восхождение по северо-восточной стене на Музтаг-Тауэр (7273 м), Пакистан                                                                            | [ К 1 ] [ 11 ]       |
| 21 | 2013 | Кайл Демпстер (англ. Kyle Dempster) Хэйден Кеннеди (англ. Hayden Kennedy) Джош Вартон (англ. Josh Wharton) | Восхождение по юго-восточному ребру и южной стене на Баннтха-Бракк (7285 м), Пакистан                                                               | [ К 1 ] [ 11 ]       |
| 21 | 2013 | Пол Рамсден Майкл Фоулер | Восхождение по северо-восточному ребру на Нос Шивы (6142 м), Индия                                                                                  | [ К 1 ] [ 11 ]       |
| 21 | 2013 | Сэнди Аллан (англ. Sandy Allan) Рик Аллен (англ. Rick Allen) | Первопрохождение ребра Мажено, Нангапарбат, Пакистан                                                                                                | [ К 1 ] [ 11 ]       |
| 21 | 2013 | Себастьян Боан (фр. Sébastien Bohin) Дидье Журдан (фр. Didier Jourdain) Себастьян Муатти (фр. Sebastien Moatti) Себастьян Ратель (фр. Sebastien Ratel) | Восхождение по юго-западной стене на Камет (7756 м), Индия                                                                                          | [ К 1 ] [ 11 ]       |
| 20 | 2012 | Марк Ричи (англ. Mark Richey) Стив Свенсон (англ. Steve Swenson) Фредди Уилкинсон (англ. Freddie Wilkinson) | Восхождение на Сасер Кангри II (7518 м), Индия | [ 12 ]               |
| 20 | 2012 | Нейц Марчич (словен. Nejc Marčič) Лука Стражар (словен. Luka Stražar) | Восхождение на K7 Западный (6615 м), Пакистан | [ 12 ]               |
| 20 | 2012 | Жюри особо отметило восхождение норвежцев Бьорна-Эйвинда Аартуна и Оле Лида на Торре Эггер (2685 м) | | [ 12 ]               |
| 19 | 2011 | Ясуcи Окада (яп. 岡田康) Кацутака Ёкояма (яп. 横山勝丘) | Восхождение на вершину Логан по юго-восточной стене (5959 м)                                                                                        | [ 13 ] [ 14 ]        |
| 19 | 2011 | Шон Виллануэва О’Дрисколь (фр. Sean Villanueva O’Driscoll) Николас Фавресс (фр. Nicolas Favresse) Оливье Фавресс (фр. Olivier Favresse) Бен Дитто (англ. Ben Ditto) Боб Шептон (англ. Bob Shepton), шкипер | Ряд Big wall-восхождений в Гренландии | [ 13 ] [ 14 ]        |
| 18 | 2010 | Денис Урубко Борис Дедешко | Первопрохождение юго-восточной стены Чо-Ойю (8201 м)                                                                                                | [ 15 ] [ 16 ]        |
| 18 | 2010 | Джед Браун (англ. Jed Brown) Кайл Демпстер (англ. Kyle Dempster) Брюс Норманд (англ. Bruce Normand) | Первопрохождение маршрута Сюэлянь-фэн (6627 м), Тянь-Шань, Китай                                                                                    | [ 15 ] [ 16 ]        |
| 17 | 2009 | Ули Штек Симон Антаматтен (нем. Simon Anthamatten) | Первопрохождение в альпийском стиле северной стены Тенгкампоче (Tengkampoche) (6487 м) в Гималаях, Непал                                            | [ 17 ] [ 18 ] [ 19 ] |
| 17 | 2009 | Кадзуя Хираидэ Кэй Танигути (яп. 谷口けい), первая женщина, награждённая «Золотым ледорубом» | Первопрохождение в альпийском стиле юго-восточной стены Камет (7756 м), Гималаи, Индия                                                              | [ 17 ] [ 18 ] [ 19 ] |
| 17 | 2009 | Фумитака Итимура (яп. 一村文隆) Юсукэ Сато (яп. 佐藤裕介) Амано Кадзуки (яп. 天野和明) | Первопрохождение в альпийском стиле северной стены Каланка (англ., 6931 м), Восточный Гарвал, Гималаи                                               | [ 17 ] [ 18 ] [ 19 ] |
| −  | 2008 | Награда не присуждалась | Награда не присуждалась | [ 20 ]               |
| 16 | 2007 | Марко Презель Борис Лоренчич (словен. Boris Lorenčič) | Первопрохождение северо-западного ребра Джомолхари (7134 м), Гималаи                                                                                | [ 21 ]               |
| 15 | 2006 | Стив Хаус (англ. Steve House) Винс Андерсон (англ. Vince Anderson) | Первопрохождение в альпийском стиле Рупальской стены Нанга-Парбат (8126 м), Гималаи                                                                 |                      |
| 14 | 2005 | Команда россиян в составе: - Одинцов Александр, инициатор и руководитель экспедиции (Санкт-Петербург) - Ручкин Александр (Санкт-Петербург) - Болотов Алексей (Екатеринбург) - Борисов Сергей (Екатеринбург) - Кириевский Геннадий (Магнитогорск) - Михайлов Михаил (Бишкек) - Павленко Дмитрий (Москва) - Тотмянин Николай (Санкт-Петербург) - Першин Михаил (Екатеринбург, Санкт-Петербург) - Прилепа Евгений (Туапсе) - Бакин Михаил — врач экспедиции (Санкт-Петербург) | Первопрохождение северной стены пика Жанну (7710 м), Гималаи                                                                                        | [ 22 ]               |
| 13 | 2004 | Валерий Бабанов Юрий Кошеленко | Прохождение нового маршрута по южной стене Нупцзе (7804 м), Гималаи                                                                                 | [ 23 ]               |
| 12 | 2003 | Пол Рамсден Майкл Фоулер | Прохождение нового маршрута по северной стене вершины Сигуньянь (6250 м), Китай                                                                     | [ 24 ]               |
| 11 | 2002 | Валерий Бабанов | Соло-восхождение по северной стене пика Центральный Меру (6310 м), Гималаи                                                                          | [ 25 ]               |
| 10 | 2001 | Томас Хубер (нем. Thomas Huber) Иван Вольф (нем. Iwan Wolf) | Первопрохождение северного ребра Шивлинга, Гималаи                                                                                                  | [ 26 ]               |
| 9  | 2000 | Лионель Доде (фр. Lionel Daudet) Себастьян Фуассак (фр. Sébastien Foissac) | Первопрохождение северо-восточной стены Бёркетт Нидл                                                                                                | [ 26 ]               |
| 8  | 1999 | Эндрю Линдблэйд (англ. Andrew Lindblade) Атол Уимп (англ. Athol Whimp) | Первопрохождение северной стены Талай-Сагар | [ 26 ]               |
| 7  | 1998 | Команда россиян из Екатеринбурга в составе: - Сергей Ефимов, руководитель экспедиции - Александр Михайлов, тренер - Салават Хабибулин, капитан команды (погиб около вершины) - Алексей Болотов - Игорь Бугачевский (погиб при спуске) - Сергей Бычковский, врач экспедиции - Юрий Ермачек - Николай Жилин - Дмитрий Павленко - Андрей Бельков - Андрей Клепиков | Первопрохождение западной стены Макалу, Гималаи | [ 27 ]               |
| 6  | 1997 | Томаж Хумар (словен. Tomaž Humar) Ваня Фурлан (словен. Vanja Furlan) | Прохождение нового маршрута по восточной стене Ама-Даблам                                                                                           | [ 27 ]               |
| 5  | 1996 | Андреас Орглер (нем. Andreas Orgler) Эли Несвабба (нем. Heli Neswabba) Артур Вутшер (нем. Arthur Wutsher) | Несколько прохождений новых маршрутов в районе ледника Рут на Аляскинском хребте и новый маршрут по западной стене Маунт-Брэдли                     | [ 27 ]               |
| 4  | 1995 | Франсуа Марсиньи́ (фр. Francois Marsigny) Энди Паркин (англ. Andy Parkin) | Прохождение нового скально-ледового маршрута «Esperance Col» на Серро-Торре                                                                         | [ 28 ]               |
| 3  | 1994 | Молодёжная высокогорная экспедиция Французского альпинистского клуба, 14 человек. Средний возраст участников — 20 лет | Серия восхождений на Памир | [ 28 ]               |
| 2  | 1993 | Мишель Пиола (фр. Michel Piola) Винсент Спрунгли (фр. Vincent Sprungli) | Прохождение нового маршрута «Dans l’Oeil du Cyclone» по восточной стене Пайне в Патагонии                                                           | [ 29 ]               |
| 1  | 1992 | Андрей Штремфель (словен. Andrej Štremfelj) Марко Презель | Первопрохождение юго-западного гребня на южную вершину Канченджанги, Гималаи                                                                        | [ 30 ]               |

## Лауреаты награды «За достижения всей жизни»
| №  | Год  | Портрет | Лауреат           | Источник |
| -- | ---- | ------- | ----------------- | -------- |
| 12 | 2020 |         | Катрин Дестивель  |          |
| 11 | 2019 |         | Кшиштоф Велицкий  | [ 31 ]   |
| 10 | 2018 |         | Андрей Штремфель  | [ 32 ]   |
| 9  | 2017 |         | Джефф Лоу         | [ 33 ]   |
| 8  | 2016 |         | Войцех Куртыка    | [ 34 ]   |
| 7  | 2015 |         | Крис Бонингтон    | [ 35 ]   |
| 6  | 2014 |         | Джон Роскелли     | [ 36 ]   |
| 5  | 2013 |         | Курт Димбергер    | [ 37 ]   |
| 4  | 2012 |         | Робер Параго      | [ 38 ]   |
| 3  | 2011 |         | Даг Скотт         | [ 39 ]   |
| 2  | 2010 |         | Райнхольд Месснер | [ 40 ]   |
| 1  | 2009 |         | Вальтер Бонатти   | [ 41 ]   |